# 大水坑單車公園

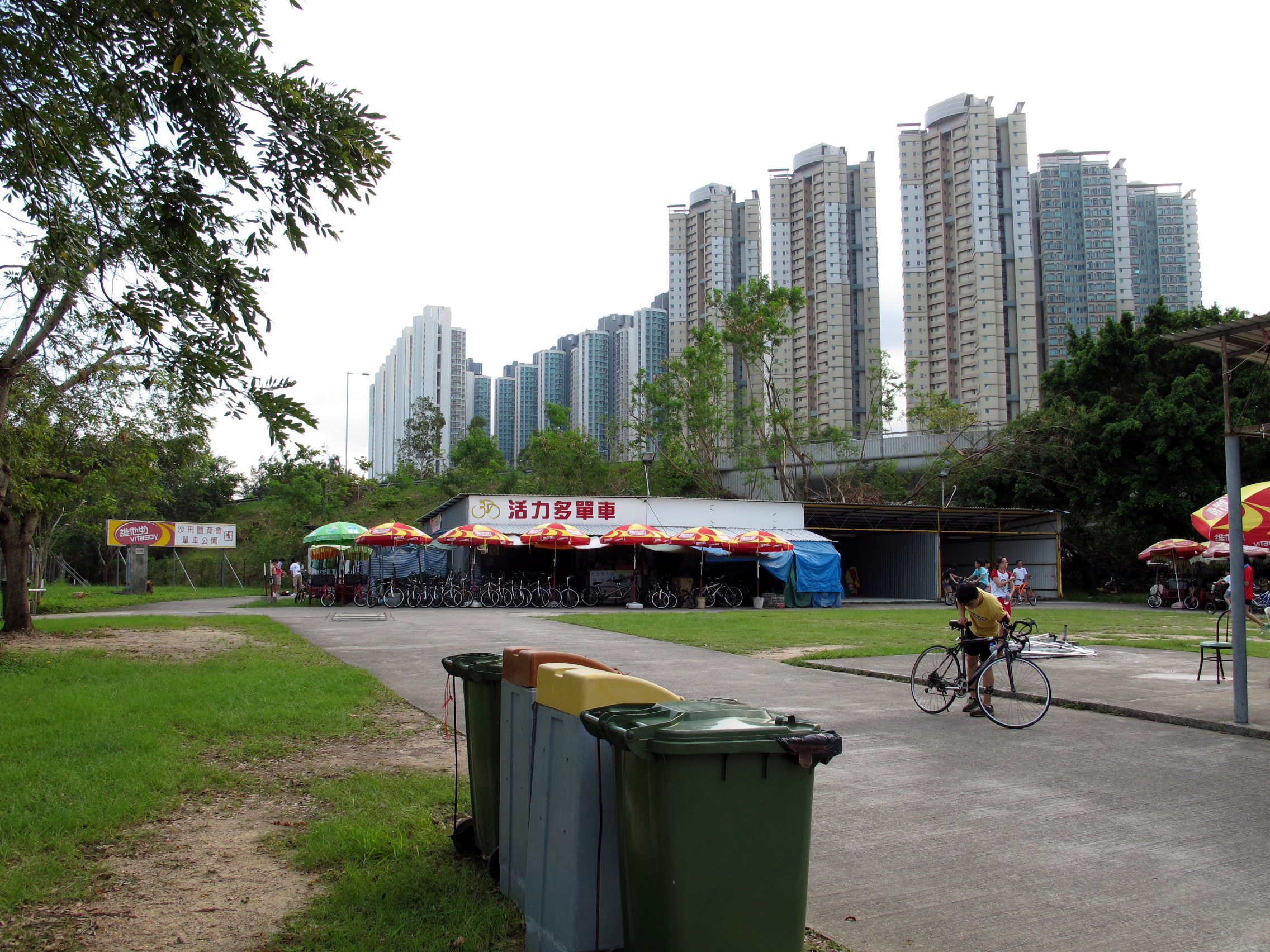
第一代大水坑單車公園（2001年-2016年）

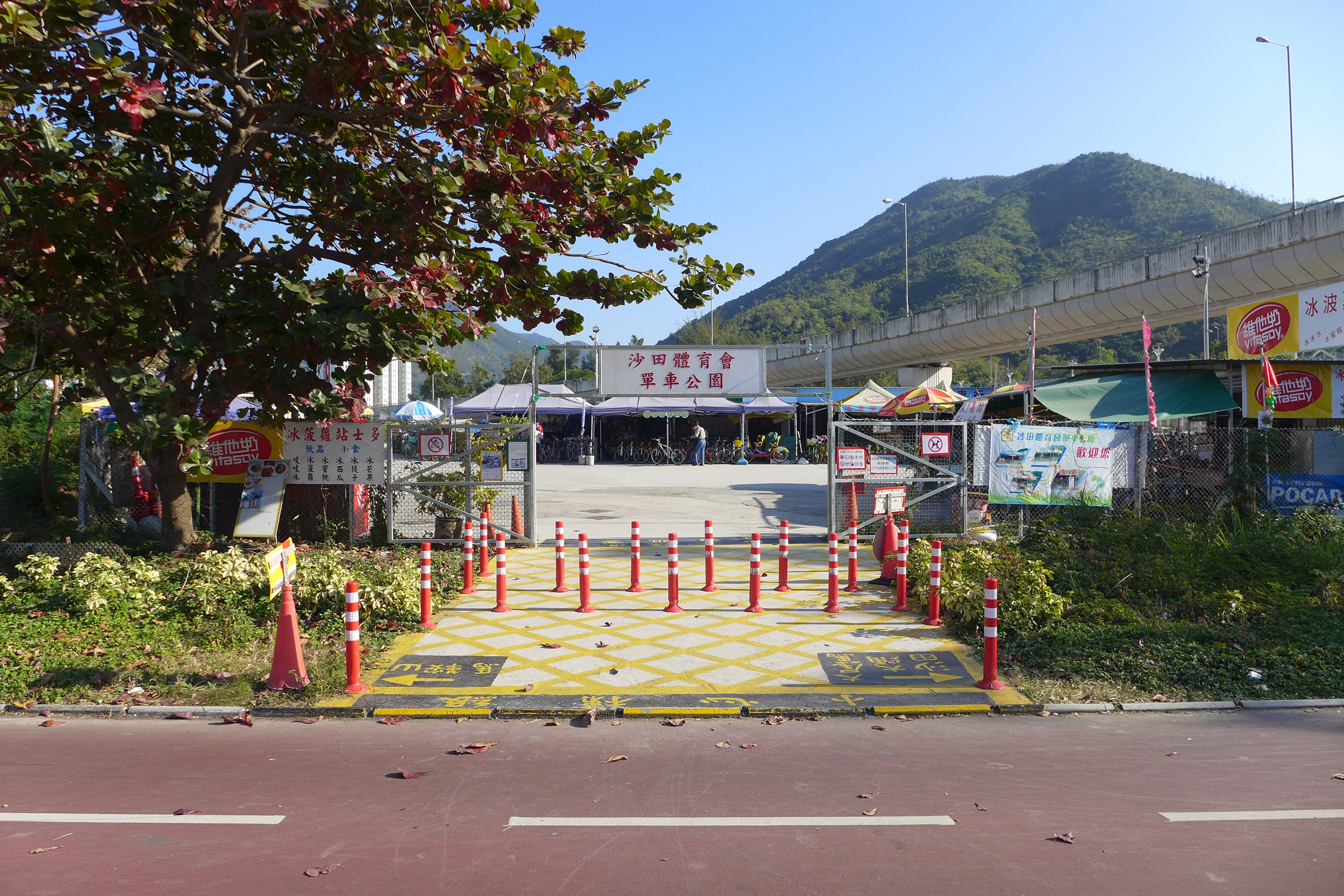
第二代大水坑單車公園（2017年至今）

大水坑單車公園，官方名稱沙田體育會單車公園（英語：STSA Tai Shui Hang Cycling Park），由沙田體育會運作。

## 演變

### 沙田單車公園
1960年代，沙田機場遷出後，原址被單車檔販佔用。1970年，因興建獅子山隧道公路而收回該地，單車檔販後遷移至大圍單車公園。

### 大圍單車公園
大圍單車公園於1984年5月1日啟用。

### 大水坑（馬鞍山路）單車公園
第一代的「大水坑單車公園」位於香港沙田區大水坑錦駿苑現址的用地。在2001年2月隨著政府興建大圍至馬鞍山鐵路（現為屯馬綫），大圍單車公園用地遭政府收回，租戶遷往馬鞍山路旁（近富安花園）的用地。政府以收取象徵式租金的短期租約形式撥予沙田體育會用作單車公園。2001年10月啟用。場地適合單車初學者練習。

### 大水坑（恆泰路）單車公園
2016年，公園用地因需用作興建居屋錦駿苑，而再次搬遷到錦泰苑旁之第73區前海關車輛扣留中心的部分用地。第二代單車公園於2017年重開，並成為2020年開通的新界單車徑網絡在沙田區的一個主要休憩處及單車租賃的地方。

## 交通
港鐵
- █  屯馬綫：大水坑站A出口（沿恆泰路步行約10分鐘）

巴士: 　43X, 81C, 85K, 89C, 281X, 286M, 289K, A41P
小巴:　 810

## 設施
- 特許經營單車出租公司：好運單車
- 特許經營小食亭：好運星美食亭
- 洗手間
- 救傷站

## 開放時間
逢星期一至日（10:00-20:00）

## 外部連結
- 沙田體育會單車公園（页面存档备份，存于）

22°24′40″N 114°13′30″E / 22.41110°N 114.22500°E